# Semprônia (mãe de Fúlvia)
Semprônia (português brasileiro) ou Semprónia (português europeu) (em latim: Sempronia; 123 a.C.–63 a.C. (60 anos)) era filha de Semprônio Tuditano, um homem descrito por Cícero como um louco que costumava atirar seu dinheiro ao povo a partir da Rostra. Ela se casou com Marco Fúlvio Bambálio, filho de Marco Fúlvio Flaco com Semprônia Graca, a filha de Caio Graco. A filha dos dois, Fúlvia, casou-se com os políticos romanos Públio Clódio Pulcro, Caio Escribônio Curião e Marco Antônio, todos eles importantes membros da facção dos populares. O primeiro marido de Semprônia ainda estava vivo quando Fúlvia se casou com Clódio. Entre seus netos estão Clódia Pulcra, a primeira esposa de Otaviano, e dois dos filhos de Antônio, Marco Antônio Antilo e Julo Antônio.

## Identidade
Orelli supõe que Semprônia, a esposa do cônsul de 77 a.C., Décimo Júnio Bruto, seria a mesma que, segundo Ascônio, testemunhou contra Tito Ânio Milão em 52 a.C.. Esta seria a filha de um Semprônio Tuditano e, supostamente, a sogra de Públio Clódio Pulcro, de cuja morte Milão era acusado. Porém, como a esposa de Clódio, Fúlvia, era filha desta Semprônia e neta de Semprônio Tuditano, parece que a Semprônia que testemunhou não é a mesma que se casou com Décimo Bruto e sim a sogra da Clódio.